# 埃德尔河 (法国)
埃德尔河（法語：Erdre，法語發音：[ɛʁdʁ]）是法國的河流，位於該國西部，属于卢瓦尔河的右支流，河道全长97公里，流域面積936平方公里，平均流量每秒2.5立方米，发源自拉普埃兹附近，河口位于南特。

## 词源
埃德尔名字十分古老，由凯尔特语 *ered 词缀派生而来，与流量有关。最古老的词形可追溯到1072年 (Erda)。布列塔尼语中，被称作Erzh。

## 简介
埃德尔河是卢瓦尔河的一条支流，起源于安茹地区埃德尔，位于曼恩-卢瓦尔省西北部大约20公里处。
埃德尔河全长97.4公里，最终在大西洋-卢瓦尔省南特市注入卢瓦尔河。
埃德尔河沿岸有为数众多的房子、公园以及城堡。弗朗索瓦一世认为：“这是法国最美丽的河流”。
在20世纪初期南特市填河造陆期间，埃德尔河经历了系列改造，在埃德尔河末端，大约500米长的河段被填充造路，成了今天南特市的一条主干道：50人质路。最终使得埃德尔河改道，经过圣费利克斯运河（Canal Saint-Félix）引水隧道注入卢瓦尔河。

## 外部連結
- http://www.geoportail.fr（页面存档备份，存于）
- Sandre数据库中的埃德尔河

1. ↑  Ernest Nègre. . 日内瓦: Librairie Droz, coll. ISBN 978-2-600-02884-4.
2. ↑  . lesechos.fr.   [2019-02-27] （法语）.
3. ↑  . Wikipédia. 2019-02-19  [2019-02-27]. （原始内容存档于2020-07-16） （法语）.